# Dave McShane
David George (Dave) McShane, född 8 juni 1944 i Storbritannien, död 5 juli 1997 i Enhörna, var en svensk musiker (saxofon). Han spelade bland annat med Björn Skifs kompband Blåblus.

## Filmografi
- 1990 – Black Jack